# Ijen

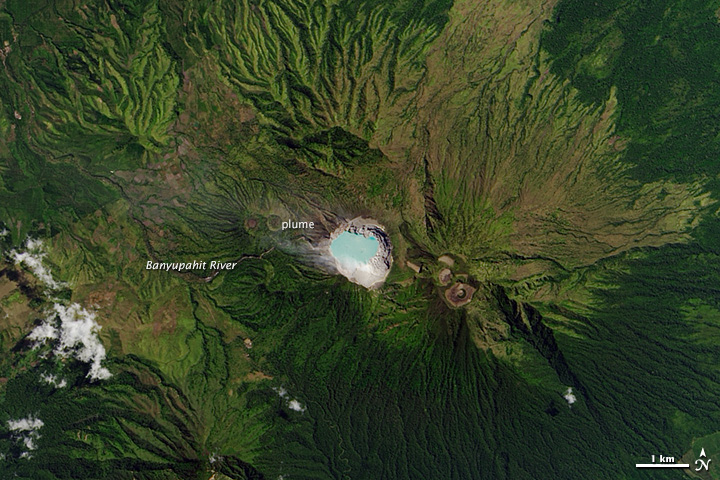
Volcán Kawah Ijen y lago de cráter, Java, vista desde Landsat 8.

El complejo volcánico Ijen es un grupo de volcanes compuestos en la regencia de Banyuwangi de Java Oriental, Indonesia.
El complejo volcánico se encuentra dentro de la caldera Ijen, que tiene un diámetro de aproximadamente 20 kilómetros. El estratovolcán  Gunung Merapi es la cumbre más alta del complejo. El nombre "Gunung Merapi" viene del indonesio y significa "montaña de fuego" (api significa "fuego"); el Merapi en el centro de Java y el Marapi en Sumatra tienen la misma etimología.

## Descripción
Al oeste de la cumbre del Gunung Merapi se encuentra el volcán Ijen, que tiene un lago de cráter de color turquesa con un diámetro de un kilómetro. 
Muchos otros conos y cráteres post-caldera se encuentran dentro de la caldera o a lo largo del borde de la misma. La mayor concentración de conos post-caldera se extiende de este a oeste, atravesando la parte sur de la caldera. El cráter activo de Kawah Ijen tiene un diámetro de 722 m y una superficie de 0,41 km². Tiene una profundidad de 200 m y un volumen de 36 hm³.